# Arnebia bhattacharyyae
Arnebia bhattacharyyae är en strävbladig växtart som beskrevs av Ambrish och S.K.Srivast. Arnebia bhattacharyyae ingår i släktet Arnebia och familjen strävbladiga växter. Inga underarter finns listade i Catalogue of Life.